# Herman J. Claeys

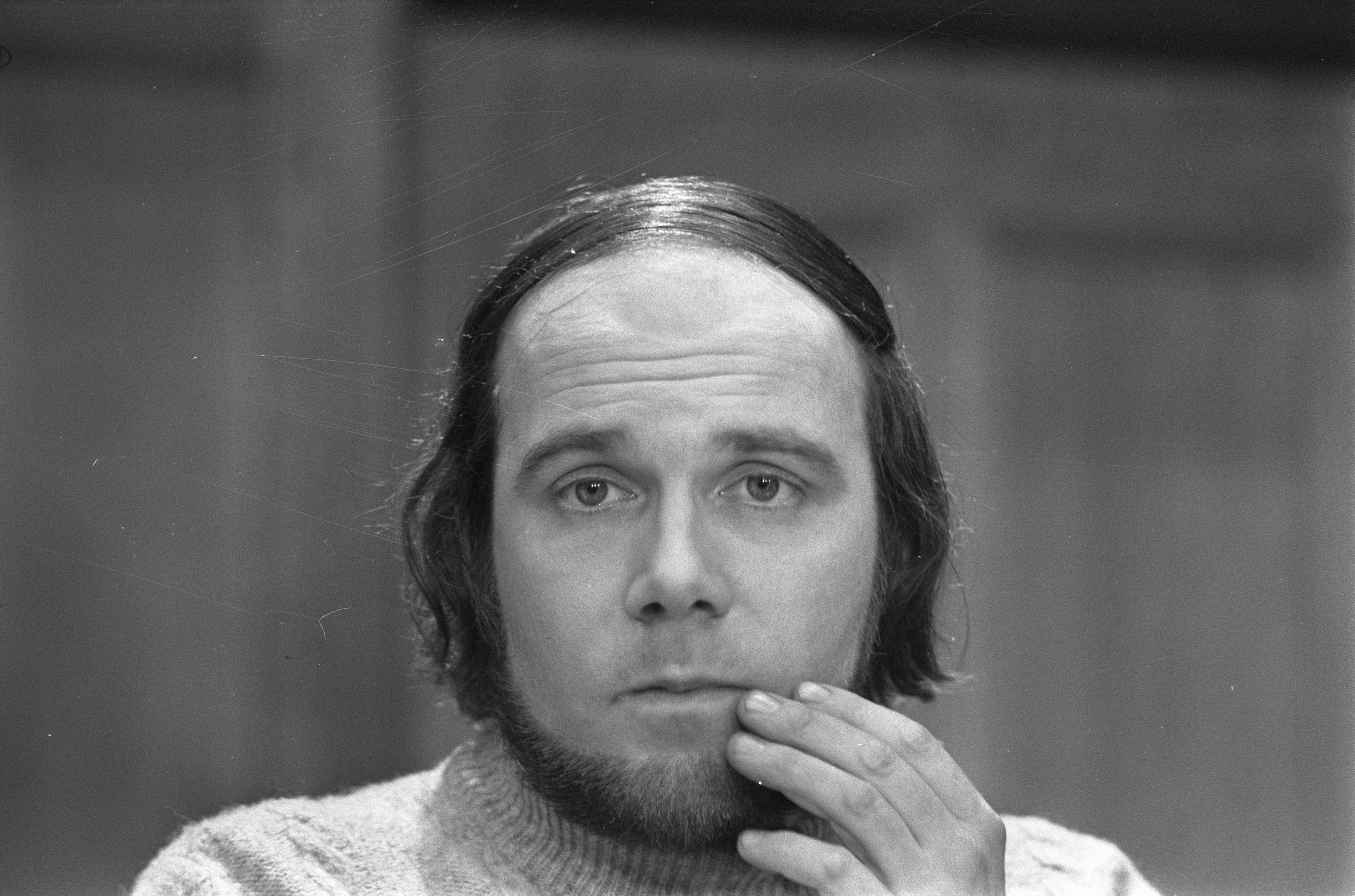
Herman J. Claeys

Herman J. Claeys (Brugge, 23 mei 1935  – Antwerpen, 29 december 2009) was een Vlaams schrijver en provo-activist uit de jaren zestig.

## Levensloop
Claeys schreef romans, verhalen, poëzie, essays, songteksten en toneel. Hij hield zich bezig met woord-beeldinstallaties, poëtisch-muzikale acts, projecten met doorlopende muurpoëzie en tentoonstellingen van visuele poëzie.
Hij werd licentiaat Germaanse filologie aan de Rijksuniversiteit Gent en verwierf tevens het certificaat Zweeds van het Centrum voor Taal & Spraak aan de universiteit. Hij werd doctoraal onderzoeker in de neerlandistiek met specialisatie lexicografische taalvariatie (aan wat later Universiteit Antwerpen zou worden). Verder werd hij zelfstandig taalconsulent en werd leraar aan de cadettenschool in Brussel. Toen hij een misplaatst geachte grap over het Belgisch volkslied aan zijn leerlingen vertelde, werd hij ontslagen. Daarop vroeg zijn echtgenote de echtscheiding aan.
Hij trok naar Amsterdam, maakte er kennis met Roel van Duijn en sloot zich aan bij de provobeweging. In 1966 stichtte hij het Vlaamse provotijdschrift Revo. In 1969 vestigde hij zich in de Spoormakersstraat in Brussel en stichtte er zijn boekhandel en uitgeverij Free Press Bookshop. Hij werd toen bijzonder actief in diverse tijdschriften van de zogenaamde ‘gestencilde sector’ en zette zich fel af tegen de als conservatief beoordeelde literatuur. Volgens hem werd zijn boekhandel een avant-gardistisch informatiecentrum. Er werd veel lectuur te koop aangeboden die toen in België verboden was en de winkel werd een ontmoetingsplaats voor literaire, artistieke en revolutionaire buitenbeentjes. In dezelfde straat werd in 1972 een pand gehuurd waarin de kroeg de Dolle Mol werd geopend, met Claeys als stichter en bezieler. Tot minstens in 1985 was de kroeg een ontmoetingsplaats, een literair centrum en een kweekvijver van muzikaal talent.
Claeys schreef over talrijke maatschappelijke onderwerpen, zoals oorlog en bewapening, racisme en onverdraagzaamheid, machtsmisbruik en uitbuiting, armoede en uitsluiting, verstedelijking en milieu. In zijn poëzie had hij het over kunstwerken, stadsgezichten, zeezichten en landschappen, over de dichter en het dichten, over hunker, gemis en vergankelijkheid. Hij schreef ook teksten voor zangers zoals Johan Verminnen, cabaretgroep De Vieze Gasten, bluesmuzikant Jos Steen en anderen.
In de Dolle Mol werd in 2009 in aanwezigheid van Herman Claeys, die terminaal ziek was (zie zijn laatste gedicht hieronder), van hem afscheid genomen, naar aanleiding van de voorstelling van het aan hem gewijde VWS-cahier. Zijn dood werd uiteindelijk veroorzaakt door een hartstilstand. Op 13 januari 2010 werd hij op het Schoonselhof in Antwerpen, begeleid door een paar honderd aanwezigen, begraven.
In 2010 werd een Herman J. Claeysprijs gesticht, onder de slogan “Ni Dieu, ni Maître – Noch God, noch Gebod”. In 2011 kende de jury, onder het voorzitterschap van Henri-Floris Jespers, de eerste prijs toe aan Rik Dereeper voor zijn gedicht Crapuultjes Club.  
Als lexicograaf had Claeys meegewerkt aan het Nederlands Woordenboek Koenen en aan de Ster-woordenboeken van de uitgeverij Wolters-Noordhoff in Groningen. In het maandblad Onze Taal van het gelijknamige Genootschap in Den Haag hield hij een rubriek over neologismen.

## Publicaties
- Als zovele schelpdieren, poëzie, Antwerpen, Die Poorte, 1963.
- De Kruisweg, een stichtelijke vertelling, 1964.
- Janisme, Brugge, De Galge, 1965.
- Wat is links, bundeling van interviews, Brugge, Johan Sonneville, 1966.
- De penisgroet, verhaal, in: tijdschrift Daele, 1967.
- Gewapendertaal, poëzie, 1968.
- De Hoornblazer, novelle, 1968.
- Het geluid, roman, Brussel, Manteau, 1968.
- Steen, moordverhaal, Brussel, Manteau, 1969.
- Stadsgezicht, poëzie, Brussel, Free press, 1970.
- Overleven, novelle, Brussel, Pen Centrum, 1976.
- Verbaal process, poëzie, Brussel, Free Press, 1981.
- Menswording, novelle, Brussel, Free Press, 1988/1994.
- Sire, sprak de nar, poëzie, Brussel, Pipeline Poetry, 1992.
- Karuna’s lied. Episch gedicht in vijf gezangen, poëzie, 1993.
- Het tij keren, poëzie, Brussel, Pipeline Poetry, 1993.
- Belladonna: een midwinternachtmerrie, novelle, Brussel, Free Press, 1994.
- Straatgedichten, poëzie, 1995.
- Bevrijding, roman, Brussel, A. Manteau, 1995.
- Bewogen en bevlogen, poëzie, Brussel, Pipeline Poetry, 1996.
- Verbannen dieren, Antwerpen, De Grote Beer, 1996.
- Spiegelingen, poëzie, 1997.
- Huize Veronica. De assymetrische vervoering, novelle, Brussel, Free press, 1998.
- Hommages, poëzie, 1998.
- Biotropen, poëzie, 2000.
- Vlaams dialectenwoordenboek,  2001.
- Lekker Nieuwjaar, novelle, Brussel, Free press, 2001.

### Woord- en beeldassemblages, monumentale en murale poëzie
- “Bron” (Sint-Baafsabdij Gent).
- “Metropolis” (Metro Antwerpen, 1989).
- “Black Box” (Zuiderpershuis Antwerpen, 1991).
- “Het tij keren” (Waterkeringsmuur Antwerpen 1992).
- “Zeefgedichten” (assemblage 1988).
- “Asnetha” (op de gevel van de bibliotheek in Assenede, 2001).

### Bijdragen in verzamelbundels
- Modern Prose from Flanders, Brussel,  Flemish P.E.N.-Centre, 1976.
- Hulde aan Paul van Ostaijen, Mededelingen van Vereniging van Vlaamse Letterkundigen, december 1996.
- Millenium, Mededelingen van Vereniging van Vlaamse Letterkundigen, december 1999.
- Andere Tijden, Mededelingen van Vereniging van Vlaamse Letterkundigen, januari 2001.
- Bomspotting, schrijvers en dichters voor vrede, Antwerpen, Forum voor Vredesactie, Uitgeverij EPO vzw, 2000.
- Met niet minder dan zoveel woorden, literaire verzamelbundel, samenstelling Guy van Hoof, Antwerpen 1999.
- Van alle stijlen thuis, literaire verzamelbundel, samenstelling Tony Rombouts, Antwerpen 1997.
- Stroom!, literaire verzamelbundel, Brussel, Uitgave Natuurreservaten vzw, 1996.
- Antwerpen, Het Aards Paradijs, literaire verzamelbundel, Antwerpen, Vereniging van Vlaamse letterkundigen, 2000.
- Misdaad schrijven in Kleine Brogel, literaire verzamelbundel, Brussel, Forum voor Vredesactie vzw, 1999.
- Ya basta!, globalisering van onderop, andersglobalistische essays en gedichten, Gent, Academia Press, 2002.
- War on War, gedichten geen bommen, protestpoëzie tegen de oorlog in Irak, Breda, De Pieren Tijger, 2003.